# Audrius Žuta
Audrius Žuta (født 5. januar 1969 i Klaipėda, Sovjetunionen) er en litauisk tidligere fodboldspiller (midtbane).
Žuta tilbragte en stor del af sin karriere i hjemlandet, hvor han af flere omgange repræsenterede FK Atlantas, og også var tilknyttet blandt andet Kareda Siauliai og FBK Kaunas. Han havde desuden udlandsophold i både Hviderusland og Letland.
For Litauens landshold spillede Žuta desuden 26 kampe og scorede to mål i perioden 1992-1995.